# Guatizalema
Der Río Guatizalema ist ein Fluss in der spanischen Provinz Huesca. Er entspringt in 1370 m Meereshöhe in der Sierra de Aineto in den aragonesischen Pyrenäen, durchfließt das Tal von Nocito und anschließend den im Jahr 1971 errichteten Stausee Embalse de Vadiello, durchzieht den Ort La Almunia del Romeral, fließt an Siétamo, Argavieso, Novales, Salillas und Huerto vorbei und mündet bei Venta de Ballerías in 310 m Meereshöhe in den Alcanadre. Die Wasserführung ist unregelmäßig.
Der Name des Flusses leitet sich vom arabischen Guadix alam (ruhiger Fluss) ab.